# Championnat du monde féminin de hockey sur glace 2007
Navigation
Championnat du monde 2005 Championnat du monde 2008
Le championnat du monde féminin de hockey sur glace  2007 a eu lieu pour la Division élite, entre le 3 et le 10 avril 2007 à Winnipeg et Selkirk, villes du Manitoba au Canada. Les autres groupes ont joué plus tôt au mois de mars ou d'avril.

## Contexte

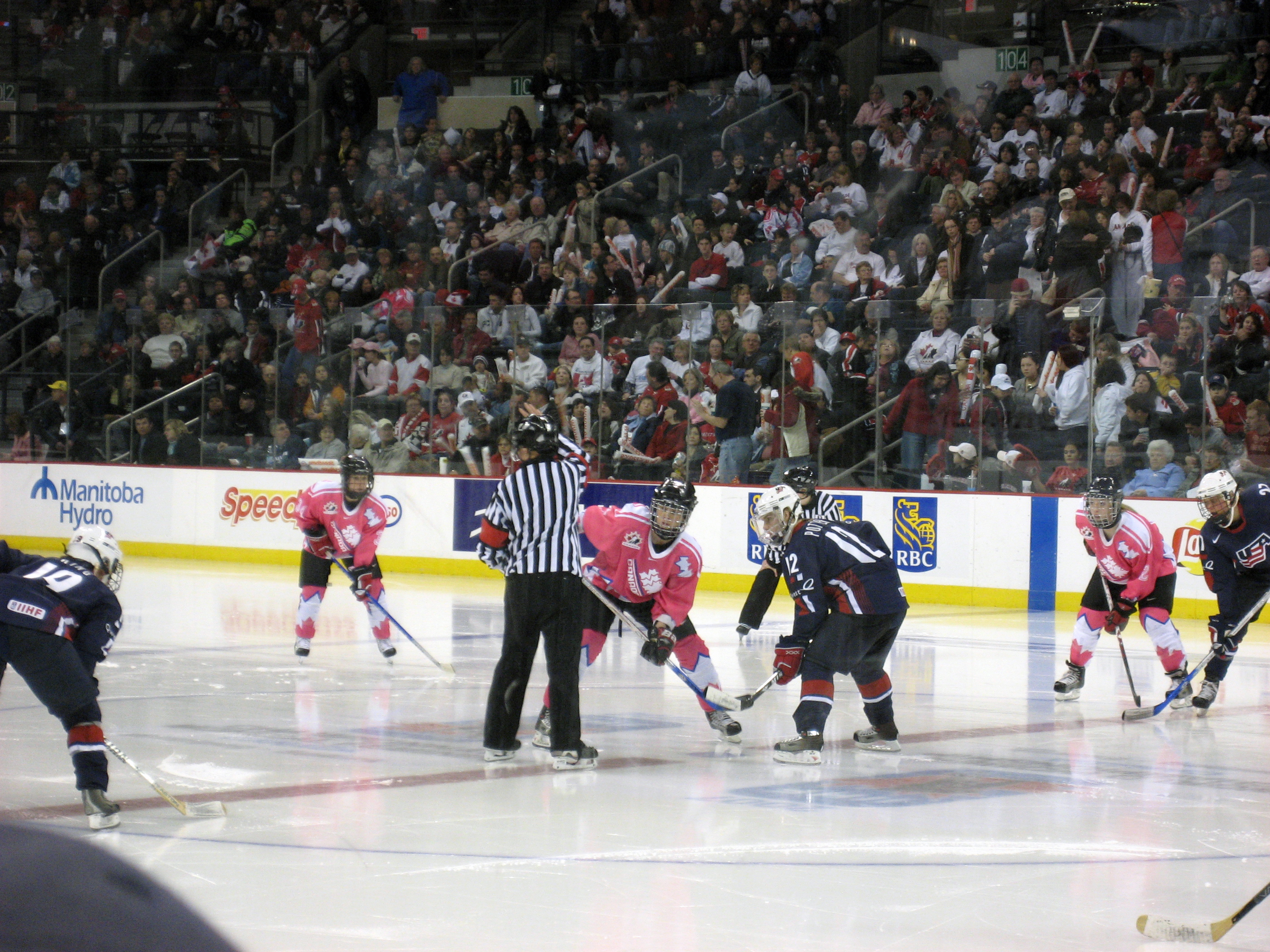
Engagement entre les équipes de hockey féminin du Canada et des États-Unis.

Il n'y eut pas d'édition 2006 en raison des Jeux olympiques d'hiver de Turin. Il s'agit de la dixième édition du tournoi sous la direction de la Fédération internationale de hockey sur glace (IIHF) et les matchs se sont déroulés dans les deux patinoires : MTS Centre et Selkirk Recreation Complex.
À la suite du succès qu'avait eu l'édition 2005 de la compétition, l'IIHF a décidé d'élargir le groupe Monde en passant de huit équipes à neuf nations. Ainsi, la Russie qui aurait dû jouer cette édition en division I conserve son équipe parmi l'élite. De même, toutes les équipes qui auraient dû descendre d'une division ont gardé leur place et trois nouvelles nations ont fait leur début dans la compétition.

## Groupe Monde

### Tour préliminaire

#### Groupe A
| Équipe     | PJ | V | VP | DP | L | BP | BC | PTS |
| ---------- | -- | - | -- | -- | - | -- | -- | --- |
| États-Unis | 2  | 2 | 0  | 0  | 0 | 18 | 1  | 6   |
| Chine      | 2  | 1 | 0  | 0  | 1 | 8  | 9  | 3   |
| Kazakhstan | 2  | 0 | 0  | 0  | 2 | 0  | 16 | 0   |

Heure locale (GMT-6)
| 3 avril, 2007 | Kazakhstan | 0-9 | États-Unis | Selkirk Recreation Complex |

| Feuille de match | Feuille de match | Feuille de match | Feuille de match | Feuille de match |
| ---------------- | ---------------- | ---------------- | --- | ---------------- |
|                  |                  |                  | A. Ruggiero 02:40 (SN) K. Wendell 03:05 E. Lawler 08:20 (SN) C. Cahow 11:39 S. Parsons 15:22 G. Marvin 27:31 S. Parsons 29:24 J. Zaugg 41:47 J. Potter 54:14 |                  |
|                  |                  |                  | |                  |
|                  |                  |                  | |                  |
|                  |                  |                  | |                  |

| 4 avril, 2007 | Chine | 7-0 | Kazakhstan | Selkirk Recreation Complex |

| Feuille de match | Feuille de match                                                                                  | Feuille de match | Feuille de match | Feuille de match |
| ---------------- | ------------------------------------------------------------------------------------------------- | ---------------- | ---------------- | ---------------- |
|                  | Ma R. 05:54 Sun R. 19:01 (SN) Tang L. 22:43 Zhang B. 23:42 Jin F. 38:16 Su Z. 40:56 Sang H. 41:19 |                  |                  |                  |
|                  |                                                                                                   |                  |                  |                  |
|                  |                                                                                                   |                  |                  |                  |
|                  |                                                                                                   |                  |                  |                  |

| 5 avril, 2007 | États-Unis | 9-1 | Chine | Selkirk Recreation Complex |

| Feuille de match | Feuille de match | Feuille de match | Feuille de match  | Feuille de match |
| ---------------- | --- | ---------------- | ----------------- | ---------------- |
|                  | K. King 00:27 K. Wendell 1:26 C. Cahow 4:02 (SN) E. Lawler 16:51 S. Parsons 30:18 (SN) M. Engstrom 31:31 (SN) N. Darwitz 36:54 N. Darwitz 54:49 (IN) J. Zaugg 56:11 |                  | Sun R. 12:10 (IN) |                  |
|                  | |                  |                   |                  |
|                  | |                  |                   |                  |
|                  | |                  |                   |                  |

#### Groupe B
| Équipe    | PJ | V | VP | DP | L | BP | BC | PTS |
| --------- | -- | - | -- | -- | - | -- | -- | --- |
| Canada    | 2  | 2 | 0  | 0  | 0 | 17 | 0  | 6   |
| Suisse    | 2  | 1 | 0  | 0  | 1 | 1  | 9  | 3   |
| Allemagne | 2  | 0 | 0  | 0  | 2 | 0  | 9  | 0   |

Heure locale (GMT-6)
| 3 avril, 2007 | Suisse | 0-9 | Canada | MTS Centre |

| Feuille de match | Feuille de match | Feuille de match | Feuille de match | Feuille de match |
| ---------------- | ---------------- | ---------------- | --- | ---------------- |
|                  |                  |                  | D. Goyette 01:01 D. Goyette 07:14 H. Wickenheiser 11:10 (SN) K. Weatherston 16:41 (SN) C. Ouellette 39:24 (SN) K. Bechard 39:52 D. Goyette 50:55 K. Weatherston 52:32 |                  |
|                  |                  |                  | |                  |
|                  |                  |                  | |                  |
|                  |                  |                  | |                  |

| 4 avril, 2007 | Allemagne | 0-1 | Suisse | MTS Centre |

| Feuille de match | Feuille de match | Feuille de match | Feuille de match      | Feuille de match |
| ---------------- | ---------------- | ---------------- | --------------------- | ---------------- |
|                  |                  |                  | K. Lehmann 35:51 (SN) |                  |
|                  |                  |                  |                       |                  |
|                  |                  |                  |                       |                  |
|                  |                  |                  |                       |                  |

| 5 avril, 2007 | Canada | 8-0 | Allemagne | MTS Centre |

| Feuille de match | Feuille de match | Feuille de match | Feuille de match | Feuille de match |
| ---------------- | --- | ---------------- | ---------------- | ---------------- |
|                  | J. Botterill 02:27 H. Wickenheiser 03:03 G. Kingsbury 22:40 H. Wickenheiser 36:20 H. Wickenheiser 40:54 J. Botterill 54:04 K. Weatherston 54:52 D. Goyette 55:51 |                  |                  |                  |
|                  | |                  |                  |                  |
|                  | |                  |                  |                  |
|                  | |                  |                  |                  |

#### Groupe C
| Équipe   | PJ | V | VP | DP | L | BP | BC | PTS |
| -------- | -- | - | -- | -- | - | -- | -- | --- |
| Finlande | 2  | 1 | 1  | 0  | 0 | 5  | 0  | 5   |
| Suède    | 2  | 1 | 0  | 1  | 0 | 3  | 3  | 4   |
| Russie   | 2  | 0 | 0  | 0  | 2 | 2  | 7  | 0   |

Heure locale (GMT-6)
| 3 avril, 2007 | Russie | 2-3 | Suède | MTS Centre |

| Feuille de match | Feuille de match                        | Feuille de match | Feuille de match                                      | Feuille de match |
| ---------------- | --------------------------------------- | ---------------- | ----------------------------------------------------- | ---------------- |
|                  | T. Burina 55:27 I. Gavrilova 58:37 (SN) |                  | N. Jansson 05:07 (IN) P. Winberg 16:06 E. Holst 42:10 |                  |
|                  |                                         |                  |                                                       |                  |
|                  |                                         |                  |                                                       |                  |
|                  |                                         |                  |                                                       |                  |

| 4 avril, 2007 | Finlande | 4-0 | Russie | MTS Centre |

| Feuille de match | Feuille de match                                                               | Feuille de match | Feuille de match | Feuille de match |
| ---------------- | ------------------------------------------------------------------------------ | ---------------- | ---------------- | ---------------- |
|                  | M. Pehkonen 06:42 K. Kovalainen 24:48 (SN) K. Riipi 43:05 N. Tallus 48:28 (SN) |                  |                  |                  |
|                  |                                                                                |                  |                  |                  |
|                  |                                                                                |                  |                  |                  |
|                  |                                                                                |                  |                  |                  |

| 5 avril, 2007 | Suède | 0-1 (pr) | Finlande | MTS Centre |

| Feuille de match | Feuille de match | Feuille de match | Feuille de match | Feuille de match |
| ---------------- | ---------------- | ---------------- | ---------------- | ---------------- |
|                  |                  |                  | S. Sirvio 61:32  |                  |
|                  |                  |                  |                  |                  |
|                  |                  |                  |                  |                  |
|                  |                  |                  |                  |                  |

### Qualification

#### Groupe D
| Équipe     | PJ | V | VP | DP | L | BP | BC | PTS |
| ---------- | -- | - | -- | -- | - | -- | -- | --- |
| Canada     | 2  | 1 | 1  | 0  | 0 | 10 | 4  | 5   |
| États-Unis | 2  | 1 | 0  | 1  | 0 | 8  | 5  | 4   |
| Finlande   | 2  | 0 | 0  | 0  | 2 | 0  | 9  | 0   |

Heure locale (GMT-6)
| 7 avril, 2007 | États-Unis | 4-5 (pr) | Canada | MTS Centre |

| Feuille de match | Feuille de match                                                       | Feuille de match | Feuille de match                                                                                            | Feuille de match |
| ---------------- | ---------------------------------------------------------------------- | ---------------- | --- | ---------------- |
|                  | J. Potter 07:49 K. Wendell 17:47 G. Marvin 26:52 N. Darwitz 31:06 (SN) |                  | K. Bechard 01:21 S. Vaillancourt 23:21 (SN) H. Wickenheiser 32:23 G. Apps 34:57 H. Wickenheiser 70:00 (GWS) |                  |
|                  |                                                                        |                  | |                  |
|                  |                                                                        |                  | |                  |
|                  |                                                                        |                  | |                  |

| 8 avril, 2007 | Finlande | 0-4 | États-Unis | MTS Centre |

| Feuille de match | Feuille de match | Feuille de match | Feuille de match                                                  | Feuille de match |
| ---------------- | ---------------- | ---------------- | ----------------------------------------------------------------- | ---------------- |
|                  |                  |                  | N. Darwitz 09:53 K. Wendell 18:18 M. Engstrom 30:50 K. King 43:31 |                  |
|                  |                  |                  |                                                                   |                  |
|                  |                  |                  |                                                                   |                  |
|                  |                  |                  |                                                                   |                  |

| 9 avril, 2007 | Canada | 5-0 | Finlande | MTS Centre |

| Feuille de match | Feuille de match                                                                             | Feuille de match | Feuille de match | Feuille de match |
| ---------------- | -------------------------------------------------------------------------------------------- | ---------------- | ---------------- | ---------------- |
|                  | K. Bechard 10:25 T. Bonhomme 12:44 D. Goyette 17:15 H. Wickenheiser 29:45 G. Kingsbury 41:36 |                  |                  |                  |
|                  |                                                                                              |                  |                  |                  |
|                  |                                                                                              |                  |                  |                  |
|                  |                                                                                              |                  |                  |                  |

#### Groupe E
| Équipe | PJ | V | VP | DP | L | BP | BC | PTS |
| ------ | -- | - | -- | -- | - | -- | -- | --- |
| Suède  | 2  | 2 | 0  | 0  | 0 | 16 | 2  | 6   |
| Suisse | 2  | 1 | 0  | 0  | 1 | 5  | 5  | 3   |
| Chine  | 2  | 0 | 0  | 0  | 2 | 3  | 17 | 0   |

Heure locale (GMT-6)
| 7 avril, 2007 | Chine | 1-5 | Suisse | MTS Centre |

| Feuille de match | Feuille de match    | Feuille de match | Feuille de match                                                                 | Feuille de match |
| ---------------- | ------------------- | ---------------- | -------------------------------------------------------------------------------- | ---------------- |
|                  | Zhang B. 25:26 (SN) |                  | L. Ruhnke 19:08 D. Diaz 32:27 (SN) C. Meier 38:16 S. Marty 53:09 L. Rhunke 53:44 |                  |
|                  |                     |                  |                                                                                  |                  |
|                  |                     |                  |                                                                                  |                  |
|                  |                     |                  |                                                                                  |                  |

| 8 avril, 2007 | Suède | 12-2 | Chine | MTS Centre |

| Feuille de match | Feuille de match | Feuille de match | Feuille de match                | Feuille de match |
| ---------------- | --- | ---------------- | ------------------------------- | ---------------- |
|                  | G. Andersson 02:54 K. Timglas 03:36 N. Jansson 21:10 T. Enstrom 21:39 M. Rooth 22:30 (SN) P. Winberg 24:43 (SN) D. Rundqvist 35:22 J. Elfsberg 40:11 J. Elfsberg 46:01 (SN) G. Andersson 48:08 M. Rooth 57:04 (SN) P. Winberg 57:13 |                  | Sang H. 15:03 (SN) Sun R. 50:58 |                  |
|                  | |                  |                                 |                  |
|                  | |                  |                                 |                  |
|                  | |                  |                                 |                  |

| 9 avril, 2007 | Suisse | 0-4 | Suède | MTS Centre |

| Feuille de match | Feuille de match | Feuille de match | Feuille de match                                                  | Feuille de match |
| ---------------- | ---------------- | ---------------- | ----------------------------------------------------------------- | ---------------- |
|                  |                  |                  | P. Winberg 15:45 M. Rooth 32:04 P. Winberg 45:22 K. Timglas 54:20 |                  |
|                  |                  |                  |                                                                   |                  |
|                  |                  |                  |                                                                   |                  |
|                  |                  |                  |                                                                   |                  |

### Tour de relégation

#### Groupe F
| Équipe     | PJ | V | VP | DP | L | BP | BC | PTS |
| ---------- | -- | - | -- | -- | - | -- | -- | --- |
| Russie     | 2  | 2 | 0  | 0  | 0 | 11 | 1  | 6   |
| Allemagne  | 2  | 1 | 0  | 0  | 1 | 4  | 4  | 3   |
| Kazakhstan | 2  | 0 | 0  | 0  | 2 | 0  | 10 | 0   |

Heure locale (GMT-6)
| 7 avril, 2007 | Kazakhstan | 0-3 | Allemagne | MTS Centre |

| Feuille de match | Feuille de match | Feuille de match | Feuille de match                                            | Feuille de match |
| ---------------- | ---------------- | ---------------- | ----------------------------------------------------------- | ---------------- |
|                  |                  |                  | F. Busch 04:57 (SN) A. Lanzl 11:59 (SN) B. Evers 45:32 (SN) |                  |
|                  |                  |                  |                                                             |                  |
|                  |                  |                  |                                                             |                  |
|                  |                  |                  |                                                             |                  |

| 8 avril, 2007 | Russie | 7-0 | Kazakhstan | MTS Centre |

| Feuille de match | Feuille de match | Feuille de match | Feuille de match | Feuille de match |
| ---------------- | --- | ---------------- | ---------------- | ---------------- |
|                  | E. Smolentseva 22:07 E. Smolentseva 24:06 Svetlana Terentieva 25:46 I. Gavrilova 30:40 O. Semenets 31:35 I. Gavrilova 36:25 E. Smolentseva 48:40 |                  |                  |                  |
|                  | |                  |                  |                  |
|                  | |                  |                  |                  |
|                  | |                  |                  |                  |

| 9 avril, 2007 | Allemagne | 1-4 | Russie | MTS Centre |

| Feuille de match | Feuille de match     | Feuille de match | Feuille de match                                                                | Feuille de match |
| ---------------- | -------------------- | ---------------- | ------------------------------------------------------------------------------- | ---------------- |
|                  | Carina Spuhler 08:47 |                  | E. Smolentseva 03:51 S. Trefilova 07:13 T. Burina 49:24 I. Gavrilova 59:12 (EN) |                  |
|                  |                      |                  |                                                                                 |                  |
|                  |                      |                  |                                                                                 |                  |
|                  |                      |                  |                                                                                 |                  |

Le Kazakhstan jouera en 2008 en division I.

### Phases finales

#### Match pour la médaille de bronze
Heure locale (GMT-6)
| 10 avril, 2007 | Finlande | 0-1 | Suède | MTS Centre |

| Feuille de match | Feuille de match | Feuille de match | Feuille de match | Feuille de match |
| ---------------- | ---------------- | ---------------- | ---------------- | ---------------- |
|                  |                  |                  | M. Rooth 42:37   |                  |
|                  |                  |                  |                  |                  |
|                  |                  |                  |                  |                  |
|                  |                  |                  |                  |                  |

#### Match pour la médaille d’or
Heure locale (GMT-6)
| 10 avril, 2007 | Canada | 5-1 | États-Unis | MTS Centre |

### Classement final
|                    | Équipe     |
| ------------------ | ---------- |
| Médaille d'or      | Canada     |
| Médaille d'argent  | États-Unis |
| Médaille de bronze | Suède      |
| 4                  | Finlande   |
| 5                  | Suisse     |
| 6                  | Chine      |
| 7                  | Russie     |
| 8                  | Allemagne  |
| 9                  | Kazakhstan |

- Relégué en Division I en 2008

## Autres divisions

### Division I
Entre le 2 et le 8 avril a eu lieu à Nikkō au  Japon, les matchs des équipes de la division I.
| Équipe   |           |           |           |       |       |           |
| Tchéquie |           | 3 - 1     | 5 - 4 (P) | 2 - 6 | 1 - 3 | 1 - 2     |
| Danemark | 1 - 3     |           | 2 - 1 (P) | 1 - 4 | 1 - 4 | 0 - 5     |
| France   | 4 - 5 (P) | 1 - 2 (P) |           | 0 - 7 | 2 - 1 | 3 - 2 (P) |
| Japon    | 6 - 2     | 4 - 1     | 7 - 0     |       | 3 - 0 | 5 - 2     |
| Norvège  | 3 - 1     | 4 - 1     | 1 - 2     | 0 - 3 |       | 0 - 2     |
| Lettonie | 2 - 1     | 5 - 0     | 2 - 3 (P) | 2 - 5 | 2 - 0 |           |

| Équipe   | PJ | V | VP | DP | L | BP | BC | PTS |
| -------- | -- | - | -- | -- | - | -- | -- | --- |
| Japon    | 5  | 5 | 0  | 0  | 0 | 25 | 5  | 15  |
| Lettonie | 5  | 3 | 0  | 1  | 1 | 13 | 9  | 10  |
| France   | 5  | 1 | 1  | 2  | 1 | 10 | 17 | 7   |
| Norvège  | 5  | 2 | 0  | 0  | 3 | 8  | 9  | 6   |
| Tchéquie | 5  | 1 | 1  | 0  | 3 | 12 | 16 | 5   |
| Danemark | 5  | 0 | 1  | 0  | 4 | 5  | 17 | 2   |

Le Japon est promu dans la Division élite pour l’édition de 2008 tandis que le Danemark est rétrogradé en division II.

### Division II
Les six équipes de la division II ont joué leurs matchs à Pyongyang en Corée du Nord entre le 17 et le 23 mars.
| Équipe        |       |           |           |           |           |       |
| Autriche      |       | 1 - 2     | 6 - 0     | 0 - 6     | 8 - 0     | 2 - 3 |
| Italie        | 2 - 1 |           | 4 - 3 (P) | 3 - 2 (P) | 5 - 3     | 0 - 6 |
| Pays-Bas      | 0 - 6 | 3 - 4 (P) |           | 0 - 7     | 3 - 2 (P) | 0 - 4 |
| Corée du Nord | 6 - 0 | 2 - 3 (P) | 7 - 0     |           | 6 - 0     | 1 - 4 |
| Slovénie      | 6 - 0 | 3 - 5     | 2 - 3 (P) | 0 - 6     |           | 0 - 8 |
| Slovaquie     | 3 - 2 | 0 - 8     | 4 - 0     | 4 - 1     | 8 - 0     |       |

| Équipe        | PJ | V | VP | DP | L | BP | BC | PTS |
| ------------- | -- | - | -- | -- | - | -- | -- | --- |
| Slovaquie     | 5  | 5 | 0  | 0  | 0 | 22 | 3  | 15  |
| Italie        | 5  | 2 | 2  | 0  | 1 | 14 | 15 | 10  |
| Corée du Nord | 5  | 3 | 0  | 1  | 1 | 22 | 7  | 10  |
| Autriche      | 5  | 2 | 0  | 0  | 3 | 17 | 11 | 6   |
| Pays-Bas      | 5  | 0 | 1  | 1  | 3 | 6  | 23 | 3   |
| Slovénie      | 5  | 0 | 0  | 1  | 4 | 5  | 30 | 1   |

La Slovaquie est promue en Division I en 2008 tandis que la Slovénie est rétrogradée en Division III.

### Division III
Le tournoi de la division III a eu lieu entre le 5 et le 10 mars en Angleterre à Sheffield.
| Équipe          |           |        |           |        |        |        |
| Australie       |           | 8 - 2  | 6 - 5 (P) | 3 - 1  | 6 - 0  | 18 - 1 |
| Belgique        | 2 - 8     |        | 1 - 7     | 5 - 0  | 4 - 2  | 10 - 1 |
| Grande-Bretagne | 5 - 6 (P) | 7 - 1  |           | 8 - 1  | 10 - 0 | 27 - 0 |
| Hongrie         | 1 - 3     | 0 - 5  | 1 - 8     |        | 6 - 2  | 14 - 1 |
| Corée du Sud    | 0 - 6     | 2 - 4  | 0 - 10    | 2 - 6  |        | 8 - 1  |
| Afrique du Sud  | 1 - 18    | 1 - 10 | 0 - 27    | 1 - 14 | 1 - 8  |        |

| Équipe          | PJ | V | VP | DP | L | BP | BC | PTS |
| --------------- | -- | - | -- | -- | - | -- | -- | --- |
| Australie       | 5  | 4 | 1  | 0  | 0 | 41 | 9  | 14  |
| Grande-Bretagne | 5  | 4 | 0  | 1  | 0 | 57 | 8  | 13  |
| Belgique        | 5  | 3 | 0  | 0  | 2 | 22 | 18 | 9   |
| Hongrie         | 5  | 2 | 0  | 0  | 3 | 22 | 19 | 6   |
| Corée du Sud    | 5  | 1 | 0  | 0  | 4 | 12 | 27 | 3   |
| Afrique du Sud  | 5  | 0 | 0  | 0  | 5 | 4  | 77 | 0   |

L’Australie rejoindra la division II en 2008 alors que l’Afrique du Sud jouera dans la dernière division, la division IV.

### Division IV
Les matchs de la division IV ont eu lieu entre le 26 mars et le 1er avril à Miercurea-Ciuc en Roumanie. L’équipe d’Israël devait faire ses premiers matchs dans le tournoi en division IV, mais finalement, lors de l’annonce du calendrier par la fédération, l’équipe n’apparaît pas dans le programme.
| Équipe           |        |           |           |        |        |        |
| Croatie          |        | 12 - 0    | 3 - 0     | 4 - 3  | 3 - 2  | 19 - 1 |
| Estonie          | 0 - 12 |           | 4 - 3 (P) | 0 - 9  | 3 - 5  | 14 - 1 |
| Islande          | 0 - 3  | 3 - 4 (P) |           | 0 -10  | 2 - 5  | 12 - 1 |
| Nouvelle-Zélande | 3 - 4  | 9 - 0     | 10 - 0    |        | 4 - 5  | 19 - 0 |
| Roumanie         | 2 - 3  | 5 - 3     | 5 - 2     | 5 - 4  |        | 27 - 0 |
| Turquie          | 1 - 19 | 1 - 14    | 1 - 12    | 0 - 19 | 0 - 27 |        |

| Équipe           | PJ | V | VP | DP | L | BP | BC | PTS |
| ---------------- | -- | - | -- | -- | - | -- | -- | --- |
| Croatie          | 5  | 5 | 0  | 0  | 0 | 41 | 6  | 15  |
| Roumanie         | 5  | 4 | 0  | 0  | 1 | 44 | 12 | 12  |
| Nouvelle-Zélande | 5  | 3 | 0  | 0  | 2 | 45 | 9  | 9   |
| Estonie          | 5  | 1 | 1  | 0  | 3 | 21 | 20 | 5   |
| Islande          | 5  | 1 | 0  | 1  | 3 | 17 | 23 | 4   |
| Turquie          | 5  | 0 | 0  | 0  | 5 | 3  | 91 | 0   |

À l’issue du tournoi, c’est la Croatie qui rejoindra la division supérieure en 2008.